# Darachów
Darachów (ukr. Дарахів, Darachiw) – wieś w rejonie tarnopolskim obwodu tarnopolskiego, założona w 1564 r. W II Rzeczypospolitej miejscowość była siedzibą gminy wiejskiej Darachów w powiecie trembowelskim województwa tarnopolskiego. 
Do 2020 w rejonie trembowelskim.
Wieś w 1931 r. liczyła 663 zagrody oraz 3422 mieszkańców, wśród których przeważali Polacy. Oprócz nich mieszkali Ukraińcy, Żydzi i Niemcy. W latach 1943–1945 nacjonaliści ukraińscy z UPA zamordowali 16 Polaków, w tym wójta gminy Wawrzyńca Mazura, sekretarza gminnego Stanisława Tyczyńskiego i naczelnika poczty (?) Rogowskiego.
Wierni obrządku rzymskokatolickiego należeli do początków XX wieku do parafii Matki Bożej Różańskiej w Strusowie. W 1902 r. konsekrowano w Darachowie murowaną kaplicę pw. Św. Jana Chrzciciela, przy której w 1908 r. utworzono ekspozyturę parafialną, a w 1925 r. samodzielną parafię. W latach 30. parafia liczyła 2 tys. wiernych i swym zasięgiem obejmowała też wieś Tiutków. W 1944 r. ostatni jej administrator, ks. Albert Kaszuba opuścił parafię, a kościół zamieniono na magazyn zbożowy. W 1993 r. świątynię przejęli grekokatolicy, przekształcając ją w cerkiew.  
W Darachowie urodził się polski rzeźbiarz Stanisław Marcinów (1901–1980).
Do 2020 w rejonie trembowelskim.